# Вікторово (гміна Бук)
Вікторово (пол. Wiktorowo, нім. Bismarcksfelde) — село в Польщі, у гміні Бук Познанського повіту Великопольського воєводства.
Населення — 67 осіб (2011).
У 1975-1998 роках село належало до Познанського воєводства.

## Демографія
Демографічна структура станом на 31 березня 2011 року:
|          | Загалом | Допрацездатний вік | Працездатний вік | Постпрацездатний вік |
| -------- | ------- | ------------------ | ---------------- | -------------------- |
| Чоловіки | 28      | 2                  | 23               | 3                    |
| Жінки    | 39      | 11                 | 23               | 5                    |
| Разом    | 67      | 13                 | 46               | 8                    |